# Łypiwka (obwód iwanofrankiwski)
Łypiwka (ukr. Липівка) – wieś na Ukrainie, w obwodzie iwanofrankiwskim, w rejonie tyśmienickim.
Pod koniec XIX wieku wieś nosiła nazwę Lackie Szlacheckie i położona była w powiecie tłumackim. W latach 1939–41 Pidhirja (Podgórze). 
W II Rzeczypospolitej wieś w powiecie tłumackim województwa stanisławowskiego.
W latach 1944–1945 nacjonaliści ukraińscy z OUN-UPA zamordowali tutaj 11 Polaków i Ukraińca ożenionego z Polką.